# ニッコー (ラジコン)
ニッコーは、1973年に日本の株式会社ニッコー（1958年設立）が、1973年に立ち上げたラジコンのブランド。
主に子供向けのラジコンを販売していた。また、ストレートパックを使ったラジコンも発売しており、ダンディーダッシュやスーパースプリント、ブラットなどのホビーラジコンも発売していた。
2022年現在、香港のNikko Toys Ltd.がブランドの権利を保有する。